# José de Guimarães
José Maria Fernandes Marques, também conhecido pelo pseudónimo José de Guimarães (Guimarães, 25 de novembro de 1939), é um artista plástico português.

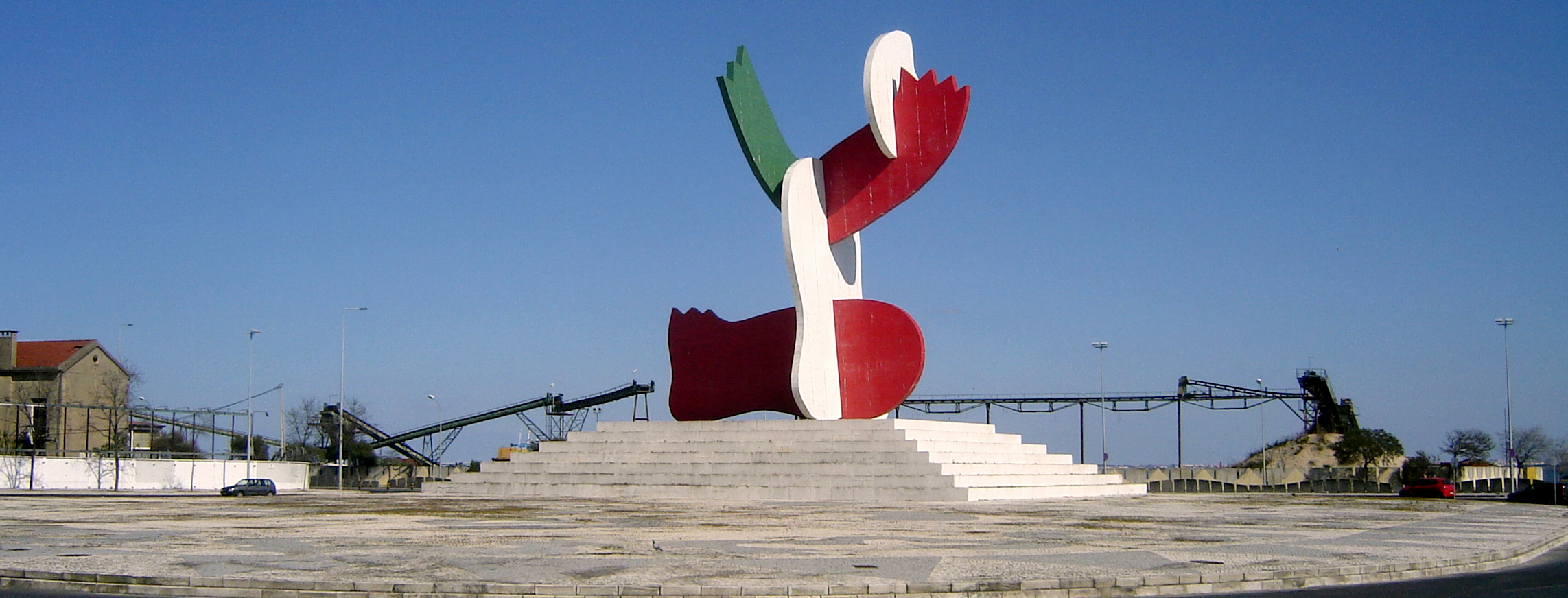
Praça 25 de Abril, Lisboa, Portugal (PT / EU)

## Biografia
Nascido em 1939, José de Guimarães é considerado um dos principais artistas plásticos portugueses de arte contemporânea, tendo uma vasta e notável obra na pintura, escultura e outras atividades criativas, o que faz com que seja dos mais galardoados artistas portugueses.
Muitas das suas obras estão expostas em diversos museus europeus, bem como nos Estados Unidos da América, Brasil, Canadá, Israel e Japão.  
Mais recentemente, em Portugal, José de Guimarães teve um forte envolvimento com a Capital Europeia da Cultura, em Guimarães, que viu nascer o Centro Internacional das Artes José de Guimarães (CIAJG), integrado na Plataforma das Artes e da Criatividade.
A própria Imprensa Nacional-Casa da Moeda assinalou a Capital Europeia da Cultura através da cunhagem de uma moeda comemorativa da autoria do artista plástico.
Já em 1990 foi-lhe concedido pelo então Presidente da República Portuguesa, Mário Soares, o grau de Comendador da Ordem do Infante D. Henrique.
Ingressou na Academia Militar e no curso de Engenharia na Universidade Técnica em Lisboa em 1957. Iniciou a sua formação artística no ano seguinte assistindo a aulas de pintura com Teresa Sousa e Gil Teixeira Lopes e estudando gravura na Sociedade Cooperativa de Gravadores Portugueses. Entre 1961 e 1966, viajou pela Europa, conhecendo de perto a obra de antigos mestres (entre os quais Rubens) e concluiu a licenciatura de Engenharia. A sua carreira "definir-se-ia pela descoberta de regiões distantes e incomuns, de África ao Japão, do México à China. Cada uma destas culturas estimulou-o a desenvolver uma linguagem universal e a transmitir um universo imaginário que, afinal, reaviva a memória da própria História portuguesa, feita de enriquecedoras relações com países longínquos".

## Obras
- Batalha de Cartago[2]
- O Amolador (1963)
- Máscara com Tatuagens (1973)
- Domadora de Crocodilos (1977)
- Inês de Castro (1980)
- Nu Descendo a Escada (1980)
- Camões e D. Sebastião (1980)
- Naufrágio de Camões (1980)
- Camões (1981)
- Serpente (1983)
- Velásquez (1991)
- Cartas de Jogar (1983)
- Malabarista (1983)
- D. Sebastião (1985)
- Camões (1985)
- Rei D. Pedro (1985)
- Pássaro (1985)

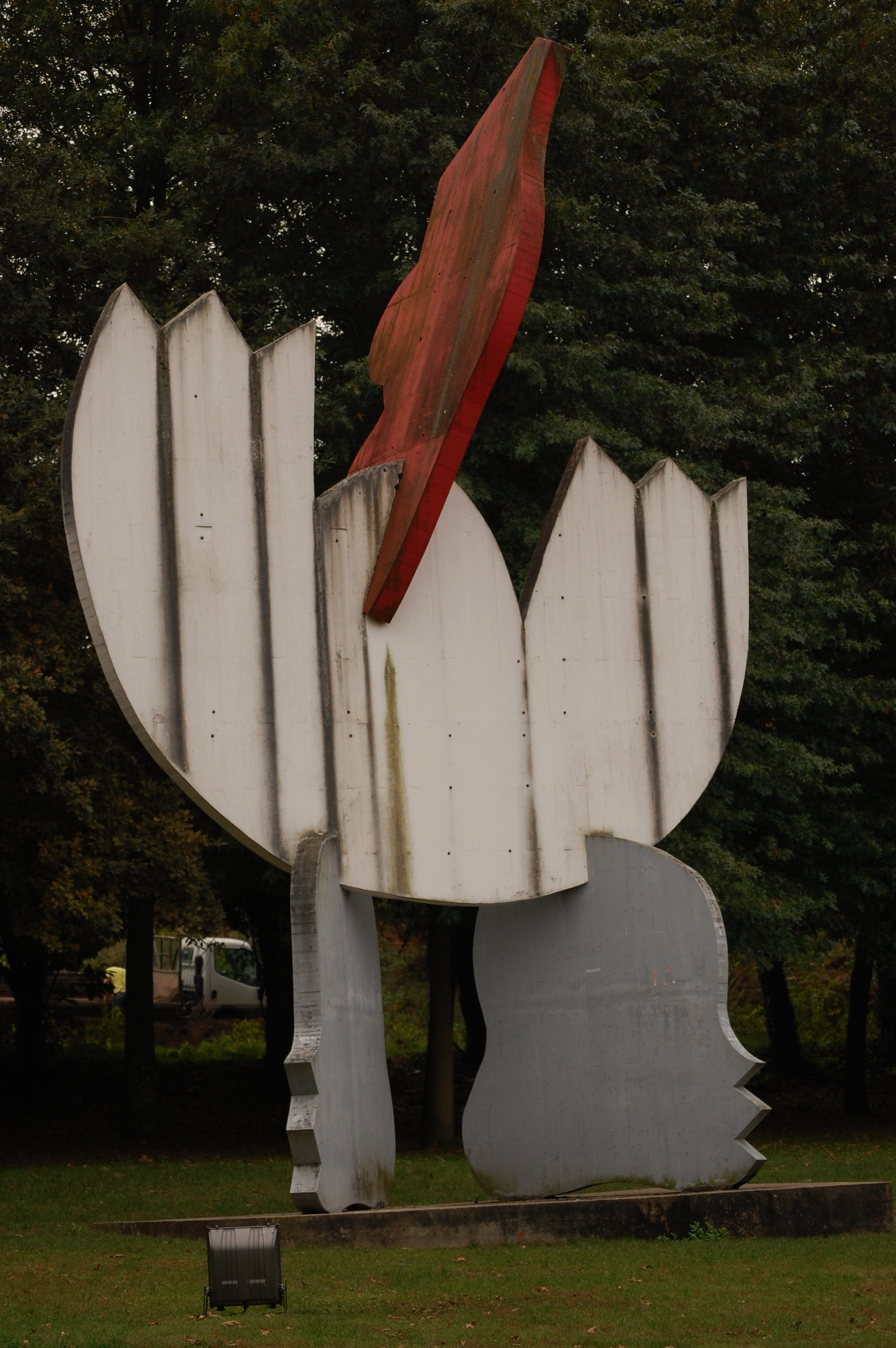
O Devorador de Automóveis no Pólo de Azurém

- Fernando Pessoa (Frente e Verso) (1985)
- O Falcão (1988)
- Logótipo para o I.C.E.P (1993)
- Série México (1995)
- Lisboa (2000)

## Coleções
José de Guimarães destaca-se como um dos principais colecionadores: Arte Tribal Africano, como um estudante das culturas antigas através de sua arte.
" Detentor de uma portentosa colecção de arte africana que tem vindo a ser mostrada em diversos países (Brasil, Espanha, Portugal), José de Guimarães costuma dizer que colecciona o que se relaciona como seu trabalho mas é evidente que são os dispositivos do primitivismo que sobretudo lhe interessam. As artes integradas na comunidade, participando nela, garantindo a fecundidade, a saúde, o esconjuro da morte, a celebração das deuses, a fraternidade cúmplice com os animais.
Entre o mítico passado da África précolonial, as culturas modernistas da Europa de 1900 e o frenesim criativo das imensas periferias contemporâneas, há elos substantivos de partilha e pertença que o artista continua a indagar e provocar. E se o consegue é porque essa cultura é também a sua, artista oriundo da pequena periferia que é Portugal, aberto, sobre o mar, aos valores da mestiçagem." - (Raquel Henriques da Silva)

José de Guimarães, diz a este respeito como cobrador:  "Meu maior objetivo como um coletor não é apenas a coleta de outro lado, há é feito com reconhecimento e respeito por outra cultura como alguém Portugal vela Português dos oceanos, e encontrou novos mundos, e misturas .. criadas novas visões - em algum grau, o meu trabalho artístico tem seguido essas faixas de marinheiros do passado que se aproximam as culturas de outras regiões isso é levado em conta no que diz respeito a uma outra cultura que faz ou me faz admirá-la fazendo-me querer ver e apreciar .. tão de perto quanto através de sua arte. " - (José de Guimarães)

## Prémios
- 2º Prémio: Gravura, Estoril (1965)
- 1º Prémio: Gravura, Universidade de Luanda (1967)
- 1º Prémio: Gravura, Cidade de Luanda (1967)
- 1º Prémio: Gravura, Cidade de Luanda (1968)
- Menção Honrosa: Exposição Nacional de Gravura, Lisboa (1977)
- Medalha de bronze: Prémio Europeu de Pintura, Ostende, Bélgica (1978)
- Medalha de bronze: Prémio Europeu de Pintura, Ostende, Bélgica (1980)
- Prémio de Aquisição do Júri do Salão do Pequeno Formato, Lisboa, Portugal (1982)
- Prémio Orwell 1984: Centro de Arte Moderna, Fundação Calouste Gulbenkian, Lisboa (1984)
- Grande Prémio: 9ª Exposição Bienal de Artes Plásticas, Barcelona (1986)
- Prémio de Seleção Bienal de Escultura de Óbidos, Portugal (1988)
- Medalha de Mérito Artístico da Cidade de Guimarães (1989)
- Premiado com a encomenda de um monumento ao ar livre para a «Universidade de Guimarães» (1989)
- Condecorado pelo Presidente da República Portuguesa com o grau de Comendador da Ordem do Infante D. Henrique (1990)[4]
- Prémio Olímpico Internacional 1991, «Desporto e Arte» (1991)
- Prémio de Artes Plásticas da AICA, Lisboa (1992)
- Homenageado pelo Canal Cultural de Televisão, ARTE, com a exibição do filme sobre a sua obra «Je vis cette vie magnifique dans mon atelier», realizado por Erwin Leiser. (1994)
- Condecorado pelo Presidente da República Portuguesa com o grau de Grã-Cruz da Ordem do Mérito (2005)[4]

## Exposições individuais
- 1964
  - Galeria Convívio, Guimarães, Portugal
  - Sociedade Nacional de Belas Artes (SNBA)
- 1968
  - Museu de Angola, Luanda, Angola
- 1969
  - Galeria Convívio, Guimarães
  - Galeria Árvore, Porto
- 1972
  - Galeria do CITA, Luanda
- 1973
  - Galeria Dinastia, Lisboa
- 1974
- Galeria Dinastia, Porto
- 1975
  - Galeria Dinastia, Lisboa
  - Galeria Dinastia, Porto
  - Galeria Convívio, Guimarães
- 1976
  - Galeria Módulo, Porto
- 1977
  - Galerie De Groelard, Schilde, Bélgica
  - Galerie VECU, Antuérpia, Bélgica
- 1978
  - Museu da Fundação Calouste Gulbenkian, Lisboa
  - Galeria Dinastia, Lisboa
  - Museu Nacional Soares dos Reis, Centro de Arte Contemporânea, Porto
  - Museu de Angra do Heroísmo, Angra do Heroísmo, Açores
  - Galeria De Groerlard, Shilde
  - SNBA, Lisboa
- 1979
  - Museu Martins Sarmento, Guimarães
  - Galerie Maeyaert, Ostende, Bélgica
  - Galerie Le Soleil dans la Tête, Paris
- 1980
  - Galeria 111, Lisboa
  - Galerie G, I.N., Amesterdão
  - Galerie VECU, Antuérpia
  - Teatro Municipal do Funchal, Funchal, Madeira
- 1981
  - Palácio da Cultura, Rio de Janeiro
  - Palácio das Artes, Belo Horizonte, Brasil
  - Fundação Cultural, Brasília
  - Galerie Bernard Weber, Mannheim
  - Galeria da Faculdade Manuel da Nóbrega, S.Paulo
  - Galerie Archevêché, Rouen
  - Galeria da Câmara Municipal da Amadora, Amadora
- 1982
  - Galeria Espaço Aberto, Coimbra
  - Galeria Quetzal, Funchal, Madeira
  - Centro Cultural de São Lourenço, Almansil, Portugal
  - Museu Martins Sarmento, Guimarães
  - Galerie Toni Brechbuhl, Grenchen, Suíça
- 1983
  - Galleria Del Naviglio, Milão
  - Galerie L´Oeil de Boeuf, Paris
  - FIAC Grand Palais, Paris
  - Galeria Juana Mordó, Madrid
  - Galeria Árvore, Porto
- 1984
  - Palais de Beaux-Arts, Bruxelas
  - Galeria René Metras,Barcelona
  - Fondation Veranneman, Kruishoutem
- 1985
  - Art Basel, Basel, Suíça
  - Centro Cultural de S.Lourenço, Almansil
- 1986
  - ARCO, Madrid
  - Museu Alberto Sampaio, Guimarães
  - Centro Cultural de S.Lourenço, Almansil
  - Galleria Del Naviglio, Milão
  - Galerie Kass-Weiss, Estugarda
- 1987
  - FORUM, Zurich
  - Centro Cultural de S.Lourenço, Almansil
  - FIAC Grand Palais, Paris
  - Centre Culturel Portugais, Paris
  - LINEART, Ghent
  - Fondation Veranneman, Kruishoutem
- 1988
  - ARCO, Madrid
  - Galerie Kass-Weiss, Estugarda
  - Galleria Del Naviglio, Veneza
  - Galeria René Metras, Barcelona
  - Internacional Contemporany Art Fair, Los Angeles
- 1989
  - Galeria Módulo, Lisboa
  - Chicago International Art Exposition, Chicago
  - Internation Art Fair, Basileia
  - Paul Schulz, Flein (Heilbronn), Alemanha
  - Fuji Television Gallery, Tóquio
  - Internacional Contemporany Art Fair, Los Angeles
- 1990
  - Stockholm Art Fair, Estocolmo
  - Galerie Academia Salzburg-Residenz
  - Goldman-Kraft Gallery, Chicago
  - Galeria J.M.Gomes Alves, Guimarães
  - Centro Cultural de S.Lourenço, Almansil
- 1991
  - Salon de Mars, Paris
  - Galeria Módulo, Lisboa
  - Galeria 5, Coimbra
  - Fondation Veranneman, Kruishoutem
  - Bunkamura Museum Art Gallery, Shibuya, Tóquio
- 2008
  - Museo Würth La Rioja, Espanha
- 2009
  - Museo Po dos livros Lisboa, Portugal[3]
- 2011
  - Bronzes e Jades da China Antiga, Lisboa

## Museus e coleções públicas com obras de José Guimarães
- Alemanha
  - Wurth Museum, Kunzelsau
- Angola
  - Museu de Angola, Luanda
- Argentina
  - Emiliano Guinazu, Museu Provincial de Arte Moderna de Mendoza
- Bélgica
  - Museu Real de Arte Moderna, Bruxelas
  - Museu de Arte Moderna (MUHKA), Antuérpia
  - Museu Middelheim, Antuérpia
  - Fundação Verenneman, Kruishoutem
  - Universidade Católica, Lovaina
  - Coleção do Estado da Bélgica, Bruxelas
  - Museu de Arte Religiosa, Ostende
  - BP - British Petroleum, Bruxelas
  - Alliance Française, Bruxelas
  - entro Cultural Hof de Bist, Ekeren
- Brasil
  - Museu de Arte Moderma (MASP), São Paulo
  - Museu de Arte Contemporânea (MAC), Universidade de São Paulo
  - Museu de Arte Contemporânea (MAM), Rio de Janeiro
  - Museu Nacional de Belas Artes, Rio de Janeiro
  - Coleção Josias Leão, Rio de Janeiro
- Canadá
  - Universidade de Carlton, Otava
- Espanha
  - Museu Espanhol de Arte Contemporânea, Madrid
  - Ministério da Cultura, Madrid
  - Museu Nacional da Gravura, Madrid
  - Museu de Arte Contemporânea, Badajoz
- Estados Unidos da América
  - Fundação Frederick Weisseman, Los Angeles
  - Centro de Art Rockefeller (SUNY) Fredonia, Nova York
- França
  - Coleção do Estado Francês, Fundo Nacional de Arte Contemporânea, Paris
  - Parlamento Europeu, Estrasburgo
- Holanda
  - Fundação Peter Stuyvesant, Amesterdão
- Israel
  - Museu de Dinoma, Neguiev
- Japão
  - Fundação Akemi, Osaka
  - Tachikawa City, Tokyo
- Coreia
  - Parque Olímpico, Seul
- Macau
  - Museu Luís de Camões, Banco do Oriente
- Portugal
  - Fundação Calouste Gulbenkian, Lisboa
  - Museu Nacional de Arte Moderna, Casa de Serralves, Porto
  - Coleção do Estado Português, Lisboa
  - Museu Nacional Soares dos Reis, Centro de Arte Contemporânea, Porto
  - Biblioteca Nacional de Lisboa, Lisboa
  - Museu das Cruzes, Funchal, Madeira
  - Coleção do Governador Regional da Madeira, Madeira
  - Museu Alberto Sampaio, Guimarães
  - Museu do Caramulo, Caramulo
  - Museu do Centro Científico e Cultural de Macau (Museu de Macau), Lisboa
  - Museu de Angra do Heroísmo, Açores
  - Museu Martins Sarmento, Guimarães
  - Centro Cultural de Belém, Lisboa
- Suíça
  - Museu do Relógio, Genebra
  - Biblioteca Nacional, Berna

## Bibliografía
- AA.VV., José de Guimarães: Arte perturbadora - Disturbing Art (ed. bilingüeportugués - inglés), ediciones Afrontamiento